# Catharina Svensson
Catharina Svensson (født 1980) er en dansk model og Miss Earth vinder. hun blev kåret til Miss Earth i 2001 i finalen afholdt i Quezon City, Filippinerne. Catharina Svensson er den første danske pige der har vundet en af de fire store internationale skønhedskonkurrencer (Miss Universe, Miss World Miss International og Miss Earth). På vindertidspunktet var hun jurastudent og deltidsmodel.